# Kharma International
Kharma International B.V. (также известна как Kharma) — производитель высококачественного (класса Хай-Энд) аудиооборудования, производящего акустические системы (в её активе одна из самых дорогих АС мира — Kharma Grand Enigma, стоимостью 1 млн долл.), соединительные кабели, усилительную аппаратуру.
Штаб-квартира компании находится в г. Бреда (с 1992).

## История
Основана в Голландии в 1982 году, как Oosterum Loudspeaker Systems (O.L.S. Audiotechnology), Чарльзом ван Оостерум.
В 1984 году Kharma была первой компанией, применившей керамику для изготовления мембран, в своих динамиках.
После начала международного продвижения на C.E.S. 1997 года, распространила свои продажи из Нидерландов в США и на Дальний Восток.
В 2003 году компания Kharma расширила свой ассортимент продукции и представила серии кабелей: The Enigma, Grand Reference и Supreme Reference. В результате кабели серии Enigma дважды были удостоены награды Golden Ear Award.